# Ericksonella
Ericksonella é um género botânico de plantas geófitas pertencente à família das orquídeas (Orchidaceae), endêmico do sudoeste da Austrália, entre onde ocorre entre 50 e 350 metros de altitude. É o único gênero da subtribo Caladeniinae que tem flores brancas exteriormente com numerosas papilas violáceas, com sépalas dorsais de margens curvadas para dentro na porção intermediária, e labelo profundamente tri-lobulado com ápice amarelo. Só existe uma espécie deste gênero, a Ericksonella saccharata que até 2001 era classificada como Caladenia. Em 2001 Jones & Clements propuseram para ela o gênero Glycorchis, no entanto, como não atenderam as regras de nomenclatura em sua publicação, o nome deste gênero foi mudado para Ericksonella em 2004. Florescem no inverno e são de cultivo bastante difícil.

## Publicação e Sinônimos
- Ericksonella Hopper & A.P.Br., Austral. Syst. Bot. 17: 208 (2004).

Espécie tipo:
- Caladenia saccharata Rchb.f., Beitr. Syst. Pflanzenk.: 63 (1871).

Sinônimos:
- Glycorchis D.L.Jones & M.A.Clem., Orchadian 13: 404 (2001), no type indicated.

## Espécies
- Ericksonella saccharata (Rchb.f.) Hopper & A.P.Br., Austral. Syst. Bot. 17: 210 (2004).

Sinônimos homotípicos:
- Caladenia saccharata Rchb.f., Beitr. Syst. Pflanzenk.: 63 (1871).
- Glycorchis saccharata (Rchb.f.) D.L.Jones & M.A.Clem., Orchadian 13: 404 (2001).